# لي جونغ-مون
لي جونغ-مون (هانغل: 이정문) هو لاعب كرة قدم كوري جنوبي في مركز الدفاع، ولد في 18 مارس 1998. لعب مع دايجون هانا سيتزن.

## وصلات خارجية
- لي جونغ-مون على موقع الاتحاد الدولي (مؤرشف)  (الإنجليزية)
- لي جونغ-مون على موقع دوري كوريا الجنوبية (الإنجليزية)
- لي جونغ-مون على موقع قاعدة بيانات كرة القدم.إي يو (الإنجليزية)
- لي جونغ-مون على موقع Soccerway.com (الإنجليزية)